# Ruta Estatal de California 60
La Ruta Estatal 60 es una carretera estatal en el estado de California. Empieza desde la Interestatal 10 cerca del río Los Ángeles en Los Ángeles al este hacia la I-10 en el condado de Riverside, con entrelazamientos en la Ruta Estatal 57 y la Interestatal 215.
Esta ruta forma parte del Sistema de Autovías y Vías Expresas de California.

## Mantenimiento
Al igual que las autopistas interestatales, y las rutas federales y el resto de carreteras estatales, la Ruta Estatal de California 60 es administrada y mantenida por el Departamento de Transporte de California por sus siglas en inglés Caltrans.

## Cruces
La Ruta Estatal de California 60 es atravesada principalmente por la  I 710  en el Este de Los Ángeles
 I 605  en Industry
 SR 57  en Diamond Bar
 SR 71  en Pomona
 I 15  en Ontario
 I 215  en Riverside.